# Lecture chaude
La lecture à chaud (hot reading en anglais), contrairement à la lecture à froid, consiste en l'utilisation de connaissances préalables dans des  spectacles de magie de type lecture de pensée (en) ou dans d'autres contextes. Ces informations peuvent être obtenues de divers moyens, tels que des recherches de fond ou des conversations entendues, en laissant penser le destinataire que le lecteur n'a pas ces informations. La lecture chaude est habituellement utilisée en complément de la lecture à froid (lorsqu'aucune information recueillie auparavant n'est utilisée) et peut expliquer comment un  médium peut obtenir une information précise correcte.
Certains médiums médiatisés utilisent cette technique conjointement avec de la lecture à froid. Les médiums peuvent demander aux clients de planifier leur venues à l'avance, afin d'avoir le temps de collecter des informations à l'aide de collaborateurs se présentant comme des religieux missionnaires, des vendeurs de magazines ou d'autre rôles similaires. De tels visiteurs peuvent acquérir une compréhension large de la personne en examinant leur maison, où les billets pour un spectacle à venir ont pu être envoyés. Le prétendu psychique peut ensuite être informé des informations collectées et savoir où la personne va s'asseoir dans l'auditoire.

## Histoire
Il existe de nombreuses méthodes qui impliquent une lecture à chaud. En 1938, le magicien  John Mulholland écrivait:
« Où les médiums obtiennent-ils l'information? C'est très facile. Cherchez la personne dans un annuaire téléphonique. Parlez à l'épicier du coin. Allez à la maison et essayez de vendre un abonnement à un magazine. Parlez aux voisins. Parlez aux domestiques s'il y en a. Si c'est une petite ville, allez au cimetière et observez les pierres tombales. Cela doit être fait avec soin mais c'est très facile. ».
Parlant des médiums durant le début du XXe siècle, l'historienne Ruth Brandon (en) a déclaré:
« Un certain nombre de méthodes reconnues étaient utilisées. Certaines étaient très terre-à-terre. Lorsqu'un médium visitait une nouvelle ville, il lui était conseillé de visiter le cimetière local et de noter les noms, les dates et toute autre information pouvant être obtenue à partir des pierres tombales. Il pourrait également consulter le Livre bleu de la région, une compilation distribuée parmi les médiums, répertoriant pour un nombre croissant de lieux, les noms des principaux spiritualistes susceptibles d'assister à des séances, avec des descriptions, des histoires familiales et des détails (épouses décédées, enfants, parents, etc.) et d’autres informations susceptibles d’être utilisées ».
Susan Gerbic, activiste sceptique, cite la lecture à chaud parmi les nombreuses méthodes utilisées par les médiums pour atteindre leurs buts. Elle souligne que cela peut se faire simplement avec un nom, un lieu et un accès à Facebook.
Parmi les médiums renommés du passé qui utilisaient des méthodes de lecture à chaud, il y avait Rosina Thompson et aussi George Valiantine (en) qui avait été condamné pour fraude,.

## Exemples modernes de la lecture à chaud
On peut citer Elizabeth, l'épouse du télévangéliste Peter Popoff, qui avait été vue en train de solliciter la foule avant un spectacle, et il a ensuite été remarqué que Popoff portait un  appareil auditif, ce qui est étrange pour un  guérisseur par la foi. En 1986, James Randi et son associé Steve Shaw, un illusionniste connu sous le nom de Banachek, organisèrent le Projet Beta avec l'assistance technique de l'analyste des scènes de crime et de l'électronique Alexander Jason. En utilisant un scanner radio informatisé, Jason a pu démontrer que la femme de Popoff utilisait un émetteur radio sans fil pour diffuser des informations qu'elle et ses collaborateurs avaient extraites de cartes de demande de prière remplies par des membres de l'audience. Popoff recevait les transmissions via un récepteur intra-auriculaire et a répété les informations aux spectateurs stupéfiés. Jason a produit des segments vidéo intercalant les transmissions radio interceptées avec les déclarations « miraculeuses » de Popoff.
Le directeur James Underdown (en) du groupe d'investigation indépendant IIG (en) écrit que dans l'un des spectacles live de Beyond dont il avait été témoin, on a vu James Van Praagh en train de signer des livres et bavarder avec une femme qui lui a dit venir d'Italie. Au cours de l'enregistrement, il a demandé à cette même section s'il y avait « quelqu'un d'un autre pays ». Pour l'auditoire, cela sembla impressionnant quand elle leva la main, mais il avait utilisé la technique de lecture à chaud pour acquérir des connaissances préalables,.
Un article de 2001 de  Time rapportait qu'un voyant, John Edward, aurait utilisé la lecture à chaud dans son émission télévisée Crossing Over, dans laquelle un membre de l'auditoire ayant reçu une lecture se méfiait du comportement antérieur des assistants d'Edward, qui avaient entamé des conversations avec des membres de l'auditoire et leur avaient demandé de remplir des cartes détaillant leurs arbres généalogiques. En décembre 2001, Edward aurait utilisé des connaissances préalables pour lire à chaud dans une interview à l'émission télévisé  Dateline, où la lecture d'un caméraman était basée sur les connaissances acquises quelques heures auparavant, pourtant présenté comme s'il ignorait l'histoire du caméraman. Dans son livre de 2001, John Edward a nié avoir jamais utilisé la lecture préalable, la lecture à froid ou à chaud.
En mars 2017, il a été découvert que le présumé médium Thomas John Flanagan avait utilisé des informations publiées sur les médias sociaux par des personnes se rendant à ses spectacles, afin de deviner avec précision les détails de leur vie tout en feignant de communiquer avec les morts. Sans le savoir, il s'est basé sur des faux profils Facebook qui avaient été préalablement préparés pour cette occasion par un groupe de sceptiques dirigé par Susan Gerbic et Mark Edward (en). Par conséquent, lorsque John utilisait ces informations en prétendant entendre les proches décédés de Gerbic et d'Edward, il n'aurait pu être au courant de ces détails que si lui-même ou des membres de son équipe avaient lu les faux profils tout en préparant leur numéro, puisque même Gerbic et Edward n'étaient pas au courant des informations spécifiques placées sur les profils qui correspondent aux pseudonymes qu'ils utilisaient pour assister à l'émission. John utilise également des acteurs dans son émission télévisée Seatbelt Psychic, dont les vies avaient préalablement été bien documentées et étaient par conséquent facilement accessibles sur les réseaux sociaux,,.
John Oliver a spéculé dans un fragment d'émission de février 2019 de Last Week Tonight que Tyler Henry pourrait utiliser une lecture à chaud en plus de lecture à froid. À titre d'exemple, Oliver a disséqué la lecture par Henry de Matt Lauer concernant la sortie de pêche père-fils qui faisait partie de la lecture. Oliver a montré des exemples d'informations disponibles au public sur l'amour de Lauer pour la pêche avec son père, comme les déclarations de Lauer à plusieurs reprises lors de son propre spectacle. Oliver a résumé « Regardez, peut-être que Tyler Henry a vraiment accédé à la vie après la mort, une action qui changerait fondamentalement notre compréhension de tout ce qui se passe sur Terre. Ou peut-être a-t-il simplement cherché « Matt Lauer Dad » sur Google et décroché le putain de jackpot »,,.